# Sághy Vilmos
Sághy Vilmos (Győrzámoly, 1922. január 9. – Budapest, 1999. augusztus 15.) eszperantista, magyar agrárközgazdász, belkereskedelmi miniszter, az Országos Tervhivatal elnökhelyettese. A Magyarországi Eszperantó Szövetség és a Közép-dunavidéki Intéző Bizottság elnöke, címzetes egyetemi tanár volt.

## Életpályája
1942–1943 között gazdatiszt volt. 1943–1948 között katonai szolgálatot teljesített; szovjet hadifogságba került. 1950-ben elvégezte a Gazdasági és Műszaki Akadémiát. 1950–1952 között a Sertésforgalmi Vállalat főosztályvezetője, a Gazdasági és Műszaki Akadémia adjunktusa volt. 1953–1954 között a Magyar Dolgozók Pártja Központi Vezetőségének államgazdasági osztályán dolgozott. 1954–1957 között a begyűjtési miniszter első helyettese volt. 1957–1962 között a Gödöllői Agrártudományi Egyetem hallgatója volt. 1957–1963 között élelmezésügyi miniszter-helyettesként tevékenykedett. 1963–1967 között az Országos Tervhivatal elnökhelyettese volt. 1967–1970 között a mezőgazdasági és élelmezésügyi miniszter első helyettese lett. 1970–1973 között a belkereskedelmi miniszter első helyettese lett. 1973–1976 között belkereskedelmi államtitkár volt. 1976–1982 között a Lázár-kormány belkereskedelmi minisztere volt.

### Kutatható iratanyaga
Begyűjtési miniszterhelyettesi működési időszakából 0,24 iratfolyóméternyi (2 doboznyi), élelmezésügyi miniszterhelyettesi működési időszakából 10,00 iratfolyóméternyi (80 doboznyi és 8 kötetnyi), maradandó értékűnek minősített iratanyaga került az Országos Levéltár, mai nevén Magyar Nemzeti Levéltár Országos Levéltára őrizetébe, ahol előbbi a XIX-K-7-u, utóbbi a XIX-K-8-hh törzsszámon kutatható.

## Családja
Szülei: Sághy Zsigmond és Pécsi Rozália voltak. 1949-ben házasságot kötött Kertész Ágnessel. Két fiuk született: András (1950) és Zoltán (1954).

## Főbb művei
- A mezőgazdasági ár- és felvásárláspolitika (1963)
- A mezőgazdasági termelés irányításának gazdaságpolitikai eszközei (1963)
- Jövedelmek, árak és a felvásárlási rendszer alakulása a mezőgazdaságban; Magyar Szocialista Munkáspárt, Pártfőiskola, Közgazdasági Tanszék, agrár tagozat, Bp., 1965

## Díjai
- MATUR-díj (1997)[4]